# Симфония № 10 (Шостакович)
Симфония № 10 ми минор, op.93 — симфония Дмитрия Шостаковича, впервые исполненная Ленинградским филармоническим оркестром под управлением Евгения Мравинского 17 декабря 1953 года. Неясно, когда она написана: в соответствии с письмами композитора — в период между июлем и октябрем 1953 года, но Татьяна Николаева заявляла, что она была завершена в 1951 году. Эскизы некоторых материалов указывают на 1946 год. Десятая симфония была написана через восемь лет после предыдущей. Между ними были написаны Оратория «Песнь о лесах» (1949) и Кантата «Над Родиной нашей солнце сияет» (1951).

## Структура
Симфония состоит из четырех частей общей продолжительностью около 52 минут:
1. Moderato
2. Allegro
3. Allegretto
4. Andante — Allegro

## Состав оркестра
Симфония написана для оркестра в составе:
Деревянные духовые
3 Флейты (вторая и третья дублируются флейтами-пикколо)
3 Гобоя (третий дублируется английским рожком)
3 Кларнета (третий дублируется малым кларнетом)
3 Фагота (третий дублируется контрафаготом)
Медные духовые
4 Валторн
3 Труб
3 Тромбона
Туба
Ударные
Литавры
Большой барабан
Малый барабан
Треугольник
Тарелки
Бубен
Гонг
Ксилофон
Струнные
Первые и вторые скрипки
Альты
Виолончели
Контрабасы